# Vicente Elícegui
Vicente Elícegui Garayalde fue un pelotari español.

## Biografía
Natural de la localidad guipuzcoana de Rentería, se desempeñó como delantero y formó pareja tanto con Indalecio Sarasqueta como con Luis Samperio Echeveste. Según apuntaba Benito Mariano Andrade en Carácter y vida íntima de los principales pelotaris (1894), era el jugador que «con más elegancia» usaba el revés-aire. También jugó en Buenos Aires. Antonio Peña y Goñi,  en La pelota y los pelotaris (1892), lo describía con las siguientes palabras:

El arte de Elícegui se resume en dos palabras: fuerza y nobleza; fuerza y nobleza de un coloso de veintidós años, cuya grandeza desconoce los ardides de la astucia, las sugestiones de la artería, todo lo que representa, en fin, lo pequeño, aunque lo pequeño en el frontón sea necesario á veces, y á veces también indispensable. Jugador delantero valiente, decidido, enérgico y poderoso, la fuerza de su bolea es irresistible; cubre la plaza hasta los diez y once cuadros, y entra desde ellos al aire, con un aplomo y un vigor que asombran. El revés, los sotamanos, las boleas altas y bajas, el sobrebrazo, las dos paredes, las cortadas, todo lo posee y todo lo domina. [...] Proteo de la pelota, abarca todas sus dificultades; pero, ya lo he dicho, hace poco; el juego de Elícegui es refractario en general al arte de las escaramuzas, desconoce las sutilezas de la estrategia y se desarrolla siempre con grandeza, poderío y majestad, reñidas con el ardid y la travesura.
(Peña y Goñi, 1892, pp. 85-86)

Contrajo matrimonio con Felisa Arteche en 1888.